# Juan Esnáider
Juan Eduardo Esnaider (Mar del Plata, 5 maart 1973) is een Argentijns voormalig voetballer, die als spits voor onder meer Real Madrid en Juventus speelde. Hij kwam drie keer uit voor het Argentijns voetbalelftal. Nadien werd hij trainer.

## Spelersloopbaan
Esnaider begon zijn profloopbaan bij Ferro Carril Oeste in 1990. Na een seizoen werd de spits gecontracteerd door Real Madrid. In drie seizoenen bij de Spaanse club maakte hij slechts tien competitiedoelpunten. Esnaider vertrok naar Real Zaragoza. Daar scoorde hij wel: dertien goals in het seizoen 1993/94 en 16 goals in 1994/95. Real Madrid haalde de Argentijn terug, maar ook zijn tweede periode mislukte met slechts één doelpunt in twintig competitieduels.
Esnaider maakte in 1996 de overstap naar stadsgenoot Atlético Madrid. Na een goed seizoen vertrok hij naar Espanyol, waar hij twee jaar bleef. Esnaider tekende in 1998 bij Juventus, maar bij de club uit Turijn kwam hij nauwelijks aan spelen toe. Begin 2001 keerde hij daarom terug naar Real Zaragoza. Vervolgens speelde Esnaider voor FC Porto (2001/02), River Plate (2002) en AC Ajaccio (2003). Bij geen van deze drie clubs wist Esnaider echt te overtuigen en daarom keerde hij in de zomer van 2003 terug in Spanje om voor Real Murcia te gaan spelen. Toen deze club in 2004 degradeerde uit de Primera División vertrok Esnaider om te gaan spelen voor Newell's Old Boys, waar hij eind 2004 zijn loopbaan afsloot.

## Trainersloopbaan
Hij vestigde zich in Spanje en was in het seizoen 2009/10 assistent-trainer bij Getafe CF. Van 2011 tot 2013 had hij Real Zaragoza B onder zijn hoede. In april 2013 werd hij aangesteld als trainer bij Córdoba CF.
In het seizoen 2015/16 koos Getafe CF op 12 april voor Esnáider als de nieuwe trainer-coach. De voormalig Argentijns international werd aangesteld als vervanger van de ontslagen Fran Escribá, die een dag eerder werd weggestuurd. Met nog zes wedstrijden voor de boeg stond Getafe op dat moment voorlaatste in de Primera División. Esnáider werkte eerder al even bij Getafe als assistent-trainer. De club stelde hem in september 2016 op non-actief. Van 2017 tot begin 2019 was hij trainer van het Japanse JEF United Chiba.